# Unione Sportiva Catanzaro 2000-2001
Questa pagina raccoglie le informazioni riguardanti l'Unione Sportiva Catanzaro nelle competizioni ufficiali della stagione 2000-2001.

## Stagione
Nella stagione 2000-2001 il Catanzaro disputa il girone C del campionato di Serie C2, raccoglie sul campo 55 punti, dovendo scontare un punto di penalità, ufficialmente sono 54 punti finali, che valgono il terzo posto, alle spalle del Taranto promosso diretto in Serie C1. Per designare la seconda promossa si giocano i Play-off, dove in semifinale il Catanzaro incrocia la Puteolana, che liquida con un doppio (0-0), positivo perché la squadra napoletana è giunta quarta in campionato con 53 punti. Nella finale affronta il Sora, (0-0) nell'andata a Sora, e sorpresa a Catanzaro, la squadra laziale si impone (1-3), salendo in Serie C1. Allenata da Agatino Cuttone la squadra giallorossa disputa un ottimo torneo, ottenendo 26 punti nel girone di andata e 29 punti nel girone di ritorno, ma si fa beffare proprio sul filo di lana del traguardo dalla squadra bianconera di Claudio Di Pucchio. Nella Coppa Italia di Serie C il Catanzaro disputa il girone Q di qualificazione, che ha promosso ai sedicesimi di finale il Catania.

## Rosa
| N. |                   | Ruolo | Calciatore            |
| -- | ----------------- | ----- | --------------------- |
|    | Italia (bandiera) | D     | Gianfranco Acciaio    |
|    | Italia (bandiera) | D     | Salvatore Alfieri     |
|    | Italia (bandiera) | C     | Angelo Andreoli       |
|    | Italia (bandiera) | D     | Nicola Ascoli         |
|    | Italia (bandiera) | C     | Giuseppe Benincasa    |
|    | Italia (bandiera) | C     | Antongiulio Bonacci   |
|    | Italia (bandiera) | C     | Andrea Bussi          |
|    | Italia (bandiera) | C     | Luigi Caggianelli     |
|    | Italia (bandiera) | C     | Carlo Carta           |
|    | Italia (bandiera) | C     | Pasquale Catalano     |
|    | Italia (bandiera) | C     | Giuseppe Ciaramella   |
|    | Italia (bandiera) | C     | Giovanni Delle Vedove |
|    | Italia (bandiera) | C     | Gennaro Delvecchio    |
|    | Italia (bandiera) | A     | Sergio Di Corcia      |
|    | Italia (bandiera) | P     | Agostino Di Dio       |

| N. |                    | Ruolo | Calciatore           |
| -- | ------------------ | ----- | -------------------- |
|    | Italia (bandiera)  | D     | Valerio Gabriele     |
|    | Italia (bandiera)  | P     | Luca Gentili         |
|    | Italia (bandiera)  | A     | Umberto Gragnaniello |
|    | Italia (bandiera)  | D     | Egidio Ingrosso      |
|    | Senegal (bandiera) | A     | Diomansy Kamara      |
|    | Italia (bandiera)  | D     | Pasquale Logiudice   |
|    | Italia (bandiera)  | C     | Giuseppe Lo Polito   |
|    | Italia (bandiera)  | A     | Luca Lugnan          |
|    | Italia (bandiera)  | D     | Emiliano Milone      |
|    | Italia (bandiera)  | C     | Giuseppe Nicoletti   |
|    | Italia (bandiera)  | D     | Manuel Paesani       |
|    | Italia (bandiera)  | A     | Giuseppe Papallo     |
|    | Italia (bandiera)  | A     | Andrea Staglianò     |
|    | Italia (bandiera)  | A     | Giuseppe Tortora     |

## Risultati

### Serie C2 - girone C

#### Girone di andata
| Arbitro: | Bergonzi (Genova) |

|                                                  |           |  |
| Catalano 32’ (rig.) Grotto 62’ (aut.) Kamara 70’ | Marcatori |  |

| Arbitro: | De Marco (Chiavari) |

|                           |           |              |
| Marsich 3’ Morfù 22’, 45’ | Marcatori | 90+2’ Kamara |

| Arbitro: | Cenni (Imola) |

|                          |           |               |
| Tortora 26’ Catalano 44’ | Marcatori | 46’ Ricchetti |

| Giugliano in Campania 24 settembre 2000 4ª giornata | Giugliano           | 0 – 0 | Catanzaro | Stadio Alberto De Cristofaro\| Arbitro: \| Benedetti (Vicenza) \| |
| Arbitro:                                            | Benedetti (Vicenza) |       |           |                                                                   |

| Arbitro: | Bergonzi (Genova) |

|                   |           |            |
| Lucchini 30’, 77’ | Marcatori | 56’ Kamara |

| Arbitro: | Rizzoli (Bologna) |

|               |           |  |
| Di Corcia 43’ | Marcatori |  |

| Barcellona Pozzo di Gotto 15 ottobre 2000 7ª giornata | Igea Virtus    | 0 – 0 | Catanzaro | Stadio Carlo D'Alcontres\| Arbitro: \| Zenere (Schio) \| |
| Arbitro:                                              | Zenere (Schio) |       |           |                                                          |

| Arbitro: | Latella (Potenza) |

|                                                       |           |                                              |
| Kamara 25’ Di Corcia 52’, 74’ (rig.) Gragnaniello 81’ | Marcatori | 1’ (rig.), 45+1’ (rig.) Valdacca 42’ Colonna |

| Arbitro: | Lombardi (Lanciano) |

|             |           |               |
| Minadeo 67’ | Marcatori | 86’ Di Corcia |

| Catanzaro 5 novembre 2000 10ª giornata | Catanzaro        | 0 – 0 | Juve Stabia | Stadio Nicola Ceravolo\| Arbitro: \| Rocchi (Firenze) \| |
| Arbitro:                               | Rocchi (Firenze) |       |             |                                                          |

| Arbitro: | Girardi (San Donà di Piave) |

|                           |           |                    |
| Rizzioli 48’ Ruggiero 50’ | Marcatori | 25’, 60’ Di Corcia |

| Arbitro: | Belloli (Bergamo) |

|                                            |           |  |
| Dionisio 52’ (aut.) Lugnan 57’ Tortora 82’ | Marcatori |  |

| Arbitro: | Carlucci (Molfetta) |

|                             |           |                     |
| Lugnan 49’, 75’ Tortora 86’ | Marcatori | 65’ Cosa 84’ Rimola |

| Arbitro: | Cigalotti (Milano) |

|           |           |               |
| Nassi 30’ | Marcatori | 25’ Di Corcia |

| Arbitro: | Liberti (Genova) |

|                  |           |              |
| Gragnaniello 81’ | Marcatori | 85’ Galliano |

| Arbitro: | Ferrari (Roma) |

|                 |           |  |
| Vantaggiato 23’ | Marcatori |  |

| Arbitro: | Battistella (Conegliano) |

|               |           |                      |
| Di Corcia 33’ | Marcatori | 78’ (rig.) D. Vitali |

#### Girone di ritorno
| Arbitro: | Giammillaro (Messina) |

|                          |           |                                 |
| M. Cassano 35’ Danza 54’ | Marcatori | 8’ (rig.), 58’ (rig.) Di Corcia |

| Arbitro: | P. Rossi (Forlì) |

|                            |           |                              |
| Lugnan 6’ Gragnaniello 70’ | Marcatori | 16’ Di Maggio 88’ D. Bonetti |

| Arbitro: | G. Rossi (Rimini) |

|               |           |              |
| Ricchetti 14’ | Marcatori | 81’ Ingrosso |

| Arbitro: | Mariuzzo (Venezia) |

|                                         |           |             |
| Di Corcia 32’ (rig.) Gragnaniello 90+3’ | Marcatori | 63’ Caliano |

| Arbitro: | Nicoletti (Macerata) |

|                          |           |  |
| Di Corcia 30’ Lugnan 64’ | Marcatori |  |

| Arbitro: | Banti (Livorno) |

|              |           |                  |
| Costanzo 50’ | Marcatori | 25’ Gragnaniello |

| Arbitro: | Zambon (Padova) |

|                                |           |                                   |
| Delle Vedove 18’ Di Corcia 42’ | Marcatori | 27’ G. Criniti 84’ (rig.) D'Aviri |

| Arbitro: | Torella (Roma) |

|              |           |                  |
| Del Core 65’ | Marcatori | 67’ Delle Vedove |

| Arbitro: | Belloli (Bergamo) |

|            |           |  |
| Lugnan 35’ | Marcatori |  |

| Arbitro: | Lambertini (Bologna) |

|                 |           |                 |
| Nobile 52’, 57’ | Marcatori | 84’ Caggianelli |

| Arbitro: | Capozzi (Vicenza) |

|                               |           |  |
| Caggianelli 49’ Di Corcia 81’ | Marcatori |  |

| Arbitro: | Nicoletti (Macerata) |

|                         |           |                 |
| Verolino 3’ Chietti 30’ | Marcatori | 43’ Caggianelli |

| Arbitro: | Amato (Castellammare di Stabia) |

|  |           |               |
|  | Marcatori | 50’ Di Corcia |

| Arbitro: | Saveri (Viterbo) |

|                                                |           |             |
| Lugnan 6’ Bonacci 54’ Del Vecchio 90+3’ (rig.) | Marcatori | 61’ Tassone |

| Arbitro: | Rocchi (Firenze) |

|              |           |             |
| Frisenda 68’ | Marcatori | 48’ Alfieri |

| Arbitro: | Finazzi (Torino) |

|                       |           |                |
| Lugnan 22’ Kamara 64’ | Marcatori | 4’ Vantaggiato |

| Taranto 12 maggio 2001 34ª giornata | Taranto       | 0 – 0 | Catanzaro | Stadio Erasmo Iacovone\| Arbitro: \| Ciampi (Pisa) \| |
| Arbitro:                            | Ciampi (Pisa) |       |           |                                                       |

### Play-off

#### Semifinale
| Pozzuoli 27 maggio 2001 Andata | Puteolana           | 0 – 0 | Catanzaro | Stadio Domenico Conte\| Arbitro: \| Benedetti (Vicenza) \| |
| Arbitro:                       | Benedetti (Vicenza) |       |           |                                                            |

| Catanzaro 3 giugno 2001 Ritorno | Catanzaro       | 0 – 0 | Puteolana | Stadio Nicola Ceravolo\| Arbitro: \| Ioseffi (Siena) \| |
| Arbitro:                        | Ioseffi (Siena) |       |           |                                                         |

#### Finale
| Sora 10 giugno 2001 Andata | Sora                | 0 – 0 | Catanzaro | Stadio Claudio Tomei\| Arbitro: \| Carlucci (Molfetta) \| |
| Arbitro:                   | Carlucci (Molfetta) |       |           |                                                           |

| Arbitro: | Cannella (Palermo) |

|               |           |                                       |
| Di Corcia 34’ | Marcatori | 84’ Erbini 98’, 104’ (rig.) Campanile |

### Coppa Italia di Serie C

#### Girone Q
| 17 agosto 2000 1ª giornata |  | – Turno di riposo Catanzaro |  |  |

| Arbitro: | Siragusa (Acireale) |

|                               |           |             |
| Gragnaniello 14’ Catalano 54’ | Marcatori | 47’ Puglisi |

| Arbitro: | Cannella (Palermo) |

|                |           |             |
| Capparella 55’ | Marcatori | 84’ Tortora |

| Arbitro: | Ferraro (Crotone) |

|             |           |             |
| Paesani 55’ | Marcatori | 48’ Cazzarò |

| Catania 29 agosto 2000 5ª giornata | Atletico Catania  | 0 – 0 | Catanzaro | Stadio Cibali\| Arbitro: \| Herberg (Messina) \| |
| Arbitro:                           | Herberg (Messina) |       |           |                                                  |